# Macroglenes marylandicus
Macroglenes marylandicus är en stekelart som först beskrevs av Girault 1916.  Macroglenes marylandicus ingår i släktet Macroglenes och familjen puppglanssteklar. Inga underarter finns listade i Catalogue of Life.